# Flugplatz Kirakira

i7
i11
i13
Der Kirakira Airport (IATA-Code: IRA, ICAO-Code: AGGK) ist ein Flugplatz bei Kirakira, auf der Insel Makira (ehemals San Cristóbal) und Teil der salomonischen Provinz Makira und Ulawa. Er ist außerdem unter dem Namen Ngorangora Airstrip bekannt und wurde Ende der 1950er gebaut. Die Flüge werden mit einer DHC-6 Twin Otter von Solomon Airlines durchgeführt.

## Fluglinien und Ziele
| Fluglinien       | Ziele                                        |
| ---------------- | -------------------------------------------- |
| Solomon Airlines | Arona, Honiara, Marau, Santa Ana, Santa Cruz |